# Halima Soussi
Halima Soussi (Antibes, 29 agosto 1965) è un'ex cestista francese.

## Carriera
Con la Francia ha disputato i Campionati mondiali del 1994 e quattro edizioni dei Campionati europei (1985, 1987, 1989, 1995).